# Lion (band)
Lion was een Amerikaanse rockband, vooral bekend van de themasong in The Transformers: The Movie (1986), hun debuutnummer Love Is A Lie in Friday the 13th: The Final Chapter (1984) en hun nummers Never Surrender en Power Love in The Wraith (1986).

## Bezetting
Voormalige leden
- Kal Swan[2] (zang, 1985-1990)
- Tony Smith[3] (gitaar, 1985)
- Alex Campbell[4] (basgitaar, 1985)
- Mark Edwards[5] (drums, 1985-1990)
- Doug Aldrich[6] (gitaar, 1985-1990)
- Jerry Best[7] (basgitaar, 1985-1990)
- Guy Steiner[8] (toetsen, 1986)

## Geschiedenis
De band, oorspronkelijk Lyon, werd in 1983 geformeerd in Los Angeles, nadat ex-Tytan-zanger Kal Swan (geboren Norman Swan) en voormalig Lone Star-gitarist Tony Smith verhuisden uit het Verenigd Koninkrijk en samenwerkten met bassist Alex Campbell en drummer Mark Edwards, die samen met Yngwie Malmsteen in Steeler en Third Stage Alert was geweest. Na aan een demo te zijn begonnen, rekruteerden Swan en Edwards gitarist Doug Aldrich en bassist Jerry Best (die beiden eerder met de band Mansfield hadden opgenomen) om de bezetting van Lion te voltooien.
In 1984 debuteerde de groep met Love Is A Lie, een nummer op de soundtrack van Friday the 13th: The Final Chapter. In 1985 keerde Lion terug met Power Love, een ep met zes nummers die alleen in Japan werd uitgebracht. (Het werd opnieuw uitgebracht op cd in 1992 samen met Mark Edwards' solo-ep Code of Honor uit 1985.) Na het opnemen van de titel voor de Transformers-animatiefilm, tekenden ze bij Scotti Brothers en brachten ze hun eerste volledige album Dangerous Attraction uit in 1987. Hun volgende plaat Trouble in Angel City werd uitgebracht bij het Grand Slamm-label in 1989. Het bevatte heropnamen van de Power Love ep-nummers, een cover van het Slade-nummer Lock Up Your Daughters en verschillende nieuwe nummers.
In september van dat jaar liep Edwards een gebroken nek op, nadat hij tijdens een motorrace van een klif was gevallen. Lion ontbond een maand later. Swan en Aldrich werkten later samen met de band Bad Moon Rising, samen met de voormalige Hericane Alice-leden Jackie Ramos en Ian Mayo. Aldrich nam ook op met Hurricane, House of Lords, Burning Rain, Dio en Whitesnake. Jerry Best zou later opnieuw verschijnen in Freak of Nature, met de voormalige White Lion-zanger Mike Tramp. Hij toerde ook kort met Dio eind jaren 1990.

## Discografie

### Studioalbums
- 1987: Dangerous Attraction
- 1989: Trouble in Angel City

### Ep's
- 1986: Power Love

### Soundtracks
- 1984: Friday the 13th: The Final Chapter
- 1986: The Wraith - Original Motion Picture Soundtrack
- 1986: The Transformers The Movie: Original Motion Picture Soundtrack